# Formiguer cellut
El formiguer cellut (Myrmoborus leucophrys) és una espècie d'ocell de la família dels tamnofílids (Thamnophilidae).
Habita el sotabosc dels boscos empantanats de les terres baixes fins als 1400 m, des del sud-est de Colòmbia, nord-oest, sud i est de Veneçuela i Guaiana, cap al sud, a través de l'est de l'Equador i est del Perú fins al nord i l'est de Bolívia i nord del Brasil amazònic.